# San Shiki (obus anti-aérien)

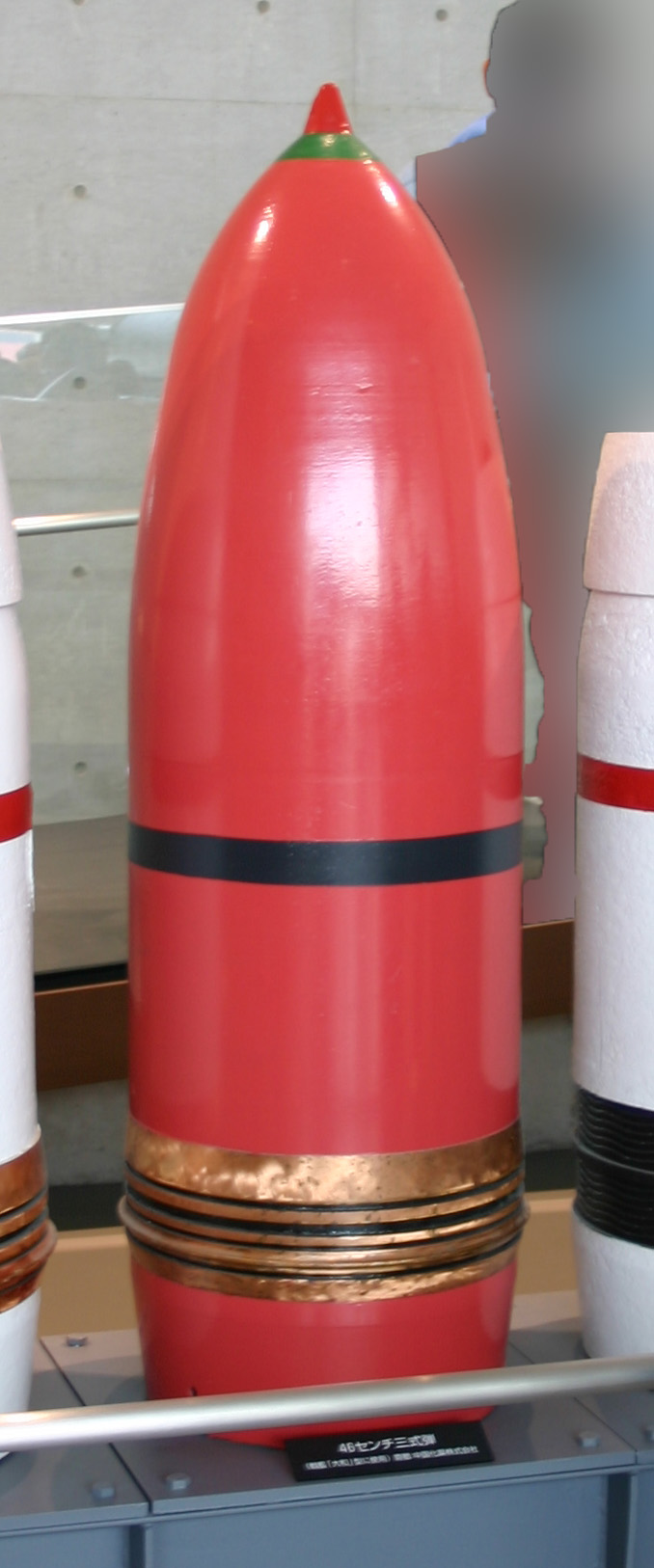
Réplique d'obus Sanshiki de 46 cm au Musée Yamato.

Le San-shiki-tsūjō-dan (三式通常弾, "obus conventionnel de type 3"), parfois juste San-shiki-dan (三式弾, "obus de type 3") ou simplement "Sanshiki" (三式) est un projectile utilisé par la Marine Impériale Japonaise lors de la Seconde Guerre Mondiale, dans un but de lutte antiaérienne, combinant des éléments shrapnel incendiaire. Il été également connu comme le San-shiki yakezaru-dan (三式焼霰弾, "obus incendiaire de type 3").
L'obus se déclinait en plusieurs calibres de cannons de marine, allant du 12,7 cm au 46 cm, et était formé de plusieurs couches de tubes incendiaires, eux-mêmes assemblés en structure de "nid d'abeilles", lui valant le surnom d'obus « Ruche ».
Cet obus devait servir pour appliquer des tirs de barrage anti-aériens, dressant un mur de feu détruisant tout avion y passant. Cependant, la plupart des pilotes américains comparaient ces obus à de simples effets pyrotechniques, tels des feux d'artifice, ne perdant que peu voire pas d'avion de ces obus durant la guerre du Pacifique (au moins dans les plus grosses déclinaisons de l'obus), l'obus manquant de cadence de tir, de vitesse de ciblage, et de rayon d'effet.
Ces obus eurent tout de même une carrière lors des opérations de bombardement côtières, étant plus efficaces que de simples obus incendiaires dans certaines situations, notamment dû à leur plus grand rayon d'action.

## Spécifications
Ces obus était composé d'un ensemble de :
- Tubes incendiaires :

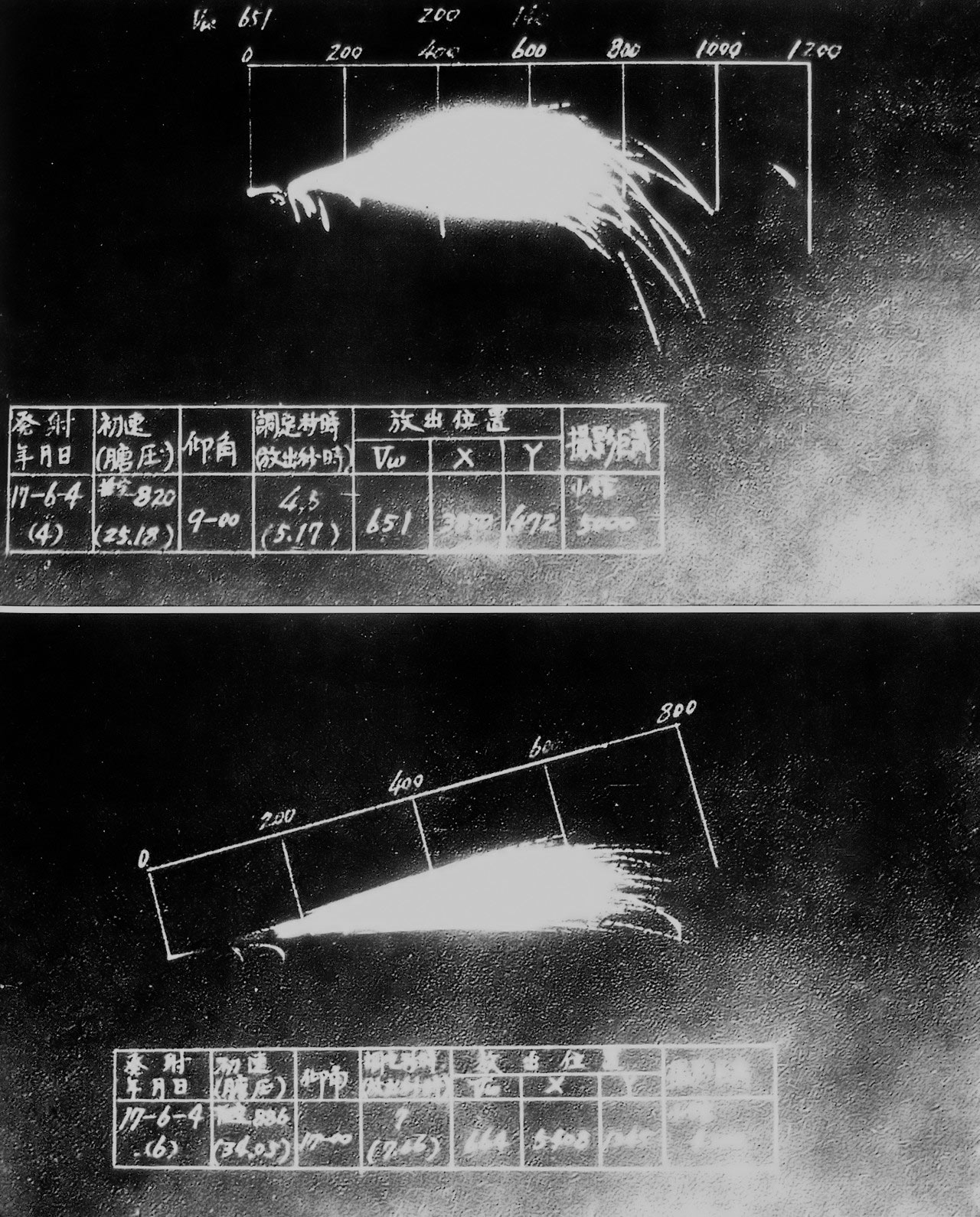
Explosion d'un obus Sanshiki de 46 cm. Chaque tube de la structure produit un faisceau incendiaire.

  - Les tubes étaient en acier, longs de 90 mm et d'un diamètre de 25 mm creux (50 mm et 20 mm respectivement pour ceux de calibre 12,7 cm), ils étaient remplis de "thermite caoutchouc" (45 % elektron, 40 % nitrate de baryum, 9.3 % caoutchouc synthétique polysulfuré, 5 % caoutchouc naturel, 0.5 % sulfure, 0.2 % acide stéarique), et s'allumaient via chaque côté.
  - Une fois l'obus explosé, les tubes s'allumaient une demi-seconde plus tard et brulaients durant 5 s, formant des flammes de 5 m de long.
- Étais d'acier, servant à la tenue structurelle de l'obus lors de son déploiement et faisant partie des fragments de shrapnel,
- Une charge explosive en son socle, servant à créer un cône de dispersion, pour créer le mur de barrage,
- Une fusée d'ogive (type 91 Shiki), permettant de régler l'altitude de déclenchement de la charge explosive, et étant ajustée pour chaque tir,
- Un corps d'ogive en bois, peint en rouge.

Selon le calibre, les compositions des obus pouvaient varier :
| Calibre               | Masse et longueur | Composition                                               | Performances (dispersion)            | Notes |
| --------------------- | ----------------- | --------------------------------------------------------- | ------------------------------------ | --- |
| 46 cm/45              | 1 360 kg 1 600 mm | 996 tubes 1500 étais 1500 fragments ? de charge explosive | 15 ° de dispersion 242 m de diamètre | Désignation : Obus de Type 3 Model 13                                                                     |
| 41 cm/45              | 940 kg 1 400 mm   | 940 tubes 375 étais 1110 fragments ? de charge explosive  | 15 ° de dispersion 213 m de diamètre | |
| 35,6 cm/45            | 622 kg 1 200 mm   | 480 tubes 199 étais 679 fragments ? de charge explosive   | 15 ° de dispersion 152 m de diamètre | |
| 20,3 cm/50            | 126 kg 860 mm     | 198 tubes 57 étais 255 fragments 2 kg de charge explosive | 13 ° de dispersion 100 m de diamètre | La distance maximale d'efficacité n'était que de 1 000 m, avec une altitude maximale possible de 10 000 m |
| 12,7 cm/40 12,7 cm/50 | 23 kg 437 mm      | 43 tubes 23 étais 66 fragments ? de charge explosive      | 10 ° de dispersion 54 m de diamètre  | |

Le cuirassé allemand Tirpitz utilisa également un dérivé de cet obus pour ses cannons de 38 cm, notamment après les attaques de l'opération Tungsten.

## Utilisation
Les obus anti-aériens sanshiki ont été utilisés lors des bombardements de la bataille d'Henderson Field. Le 13 octobre 1942, afin d'assister l'escorte d'un important convoi de 6 navires de transport vers Guadalcanal, le commandant de la Flotte combinée, l'amiral Isoroku Yamamoto envoya un détachement naval depuis Truk commandé par le vice-amiral Takeo Kurita, pour bombarder Henderson Field. Cette force, composée des cuirassés Kongō et Haruna, d'un croiseur léger et de neuf destroyers, a atteint Guadalcanal sans opposition et ouvrit le feu sur Henderson Field le 14 octobre à 01h33.
Durant les 83 minutes suivantes, 973 obus furent tirés des canons principaux de 35,6 cm des Kongō, dont 104 étaient des obus de type 3 tirés par le Kongō, le reste étant 189 obus explosifs de type 0 et 625 obus perce-armure de type 1, le tout touchant le périmètre de Lunga, dans et autour les 2 200 m2 des pistes de l'aérodrome. Ces pistes furent très endommagées, brulant également presque tout le carburant aérien présent, détruisant 48 des 90 avions de la CAF présents, et tuant 41 soldats, dont six techniciens,.
Durant la Première bataille navale de Guadalcanal le 13 novembre 1942, une autre force japonaise tenta de bombarder Henderson Field, mais elle fut interceptée par les croiseurs et destroyers américains avant d'atteindre son objectif.
Les salves initiales tirées par les cuirassés Hiei et Kirishima furent ainsi des obus de type 3, initialement chargés pour les opérations de bombardement et non pour un engagement naval. Les quelques premiers obus touchant le croiseur USS San Francisco firent ainsi bien moins de dégâts que s'ils avant été des obus perforants standards.
Quand bien même les obus sanshiki représentaient 40 % des munitions totales des cuirassés de la Classe Yamato en 1944, ils étaient rarement utilisés contre l'aviation ennemie .
Entre autres, la déflagration des canons principaux interrompait l'opération des canons anti-aériens plus efficaces (pour des raisons de sécurité de l'équipage), et les ceintures de forcement en cuivre des ogives étaient mal usinées, les tirs constants endommageant le filetage,, un de ces obus ayant potentiellement pré-détoné et incapacité un des canons du Musashi lors de la bataille du golfe de Leyte.
Le Yamato utilisa notamment ces obus lors de l'opération Ten-Gō ; une première fois contre les hydravions PBM Mariner l'observant, puis contre la vagues d'attaquants de la Task Force 58.
Les obus de type 3 sont également une des pistes potentielles à l'origine de l'explosion dévastatrice qui causa la perte du cuirassé Mutsu le 8 juin 1943, où un incendie d'un de ces obus (potentiellement lié à un défaut de fabrication) aurait résulté en ladite explosion.

## Voir également
- VT fuze, la solution principale des Alliés pour la lutte anti-aérienne.